# Змія (роман)
Змія (пол. Żmija)  — роман польського письменника Анджея Сапковського у жанрі історичного фентезі за мотивами солдатської байки та балади. Вперше випущений 2009 року польським видавництвом SuperNOWĄ..

## Анотація до книги
Нова грань таланту Анджея Сапковського! Фантазія змішується із реальністю, — і тяжко зрозуміти, що в цій історії видумка, а що правда… Колись цими землями йшли і гинули воїни божественого Александра — Підкорювача світу. Колись на цій землі зламала зуби армія Британської імперії, над якою ніколи не заходило сонце. Що захищає цю забуту Богом країну? Невже є доля правди у древній, глухій, загадковій легенді про її магічну берегиню — Зололоту Змію, побачити яку можуть лише обрані?..

## Сюжет
Головний герой «Змії» — Павел Леварт (пол. Paweł Lewart), польський прапорщик радянської армії, що не є звичайним солдатом — щось обдарувало його здібністю відчувати майбутнє, що не раз і не два рятувало йому життя у горах Гіндукуш. Після знищення свого відділення Леварт був перенесений до іншого, стратегічного яру, що охоронявся, вздовж стратегічної дороги. Власне там Леварт стикається із таємницею золотої змії, що пробуджує його силу і насилає на нього сни, у яких він є солдатом кожної армії, що завоювавала Афганістан — від військ Александра Великого через британські сили до польського експедиційног корпусу.

## Переклад українською
Змія [фрагменти з роману] // Всесвіт. — 2014. — № 3-4. — С. 95-150. Переклад Ігоря Пізнюка

## Нагороди
| Рік  | Нагорода                                                                  | Категорія                                    |
| ---- | ------------------------------------------------------------------------- | -------------------------------------------- |
| 2010 | Підсумки року (рос. Итоги года журнала «Мир фантастики»)                  | Іноземна книга                               |
| 2011 | Книга року за версією «Фантлабу» (рос. Книга года за версией «Фантлаба»") | Найкраща повість/розповідь іноземного автора |